# Tubulipora tubolata
Tubulipora tubolata is een mosdiertjessoort uit de familie van de Tubuliporidae. De wetenschappelijke naam van de soort is voor het eerst geldig gepubliceerd in 1983 door Moyano.